# Friedrich Ebert junior
Friedrich Ebert, également appelé Fritz Ebert, né le 12 septembre 1894 à Brême et mort le 4 décembre 1979 à Berlin-Est, est un homme politique allemand. Membre du SPD durant la république de Weimar, il rejoint le SED après la Seconde Guerre mondiale et devient bourgmestre de Berlin-Est du 30 novembre 1948 eu 5 juillet 1967.

## Biographie

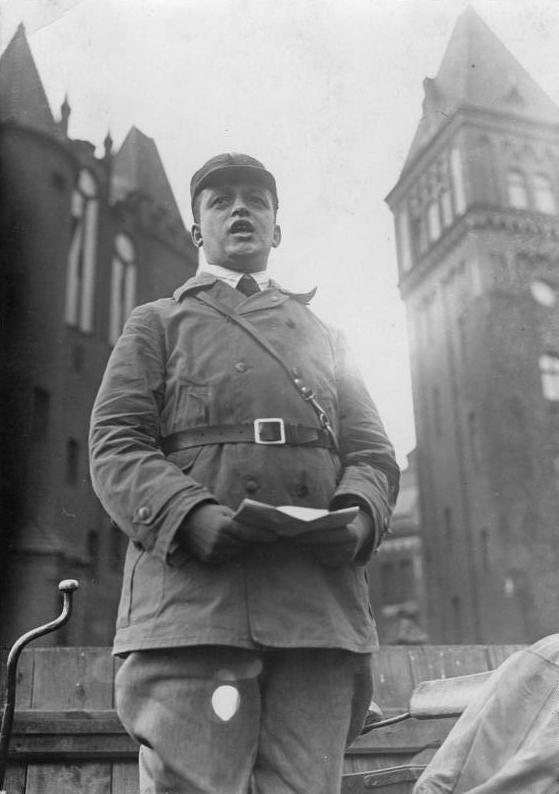
Friedrich Ebert faisant un discours pour les élections à Potsdam en 1928.

Friedrich Ebert junior est le fils aîné de Friedrich Ebert, leader social démocrate et de Louise Rump. De 1909 à 1913, il suit une formation d'imprimeur. Il s'inscrit au SPD en 1913. Son père est alors élu président du parti. De 1915 à 1918, il est un soldat de la Première Guerre mondiale. Ses deux frères cadets tombent au champ d'honneur. Son père devient chef de l'État puis premier président du Reich sous la république de Weimar après l'abdication de l'empereur Guillaume II, en 1918.
Lors de la République de Weimar,Friedrich junior collabore à des journaux socialistes. De 1919 à 1925, il est rédacteur de Vorwärts. Puis il est employé à la communication du SPD de 1923 à 1925. Ensuite, il dirige un journal socialiste à Brandebourg-sur-la-Havel.
En 1927, il est élu au conseil municipal puis le préside de 1930 à 1933 et fait partie aussi du bureau du SPD du Brandebourg. De 1928 à 1933, il est député au Reichstag. Sa sœur Amélie meurt prématurément en 1931.

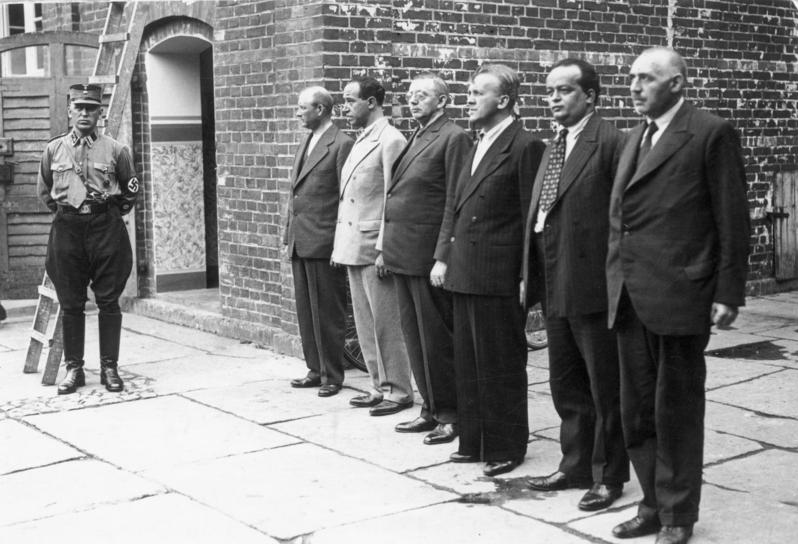
Entrée de (de gauche à droite) Ernst Heilmann, Ebert, Alfred Braun, Heinrich Giesecke, Hans Flesch et Kurt Magnus au camp d'Oranienburg.

En 1933, il est condamné pour activité politique illégale à huit mois d'emprisonnement dans des camps de concentration nazis comme Oranienburg ou Börgermoor. En 1939, il est enrôlé dans la Wehrmacht. Libéré en 1940, il reste sous surveillance policière jusqu'à la fin de la guerre.
Après la guerre, alors que son frère Karl et sa mère se retrouve à l'ouest, Friedrich Ebert devient le premier président SPD du Land de Brandebourg. Après la fusion du SPD et du KPD par les Soviétiques pour former le SED, Ebert en prend la présidence en 1946 puis intègre le Comité central et le bureau politique. En 1946, il est nommé par l'administration militaire soviétique en Allemagne membre de l'Assemblée consultative du Brandebourg, dont il est le président. Après les élections de 1946, il reste président du Land.

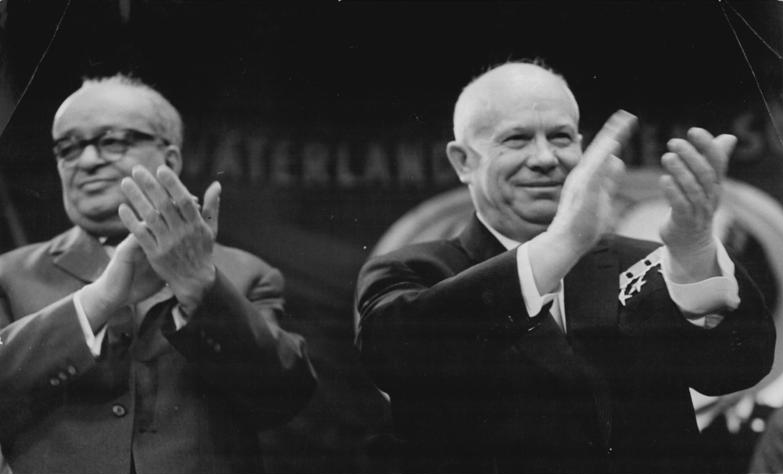
Friedrich Ebert et Nikita Khrouchtchev en 1963.

De 1948 à 1967, Ebert est bourgmestre de Berlin-Est et entame de nombreuses destructions comme le château de Berlin. Dès la fondation de la RDA en 1949, il est député de la Chambre du peuple. En 1960, il devient membre du Conseil d'État dont il est nommé vice-président en 1971.
Il est décoré de l'ordre de Karl-Marx, de l'ordre du Mérite patriotique et de l'étoile de l'amitié des peuples. Le 5 juillet 1967, le maire de Berlin-Est est fait citoyen d'honneur de la ville.

## Source, notes et références
- (de) Cet article est partiellement ou en totalité issu de l’article de Wikipédia en allemand intitulé « Friedrich Ebert junior » (voir la liste des auteurs).

1. ↑  Das Zentralkomitee der Sozialistischen Einheitspartei Deutschlands. In: Neues Deutschland. Zentralorgan der Sozialistischen Einheitspartei Deutschlands. Jg. 5 (61), Nr. 171, Berlin, 25. Juli 1950, S. 1

- Norbert Podewin (de), Ebert und Ebert : zwei deutsche Staatsmänner : Friedrich Ebert (1871-1925), Friedrich Ebert (1894-1979) : eine Doppelbiografie, Berlin, Edition Ost, 1999 (ISBN 3-932180-50-X)
- (de) Heinz Vosske, Friedrich Ebert : ein Lebensbild, Berlin, Dietz, 1987, 216 p. (ISBN 3-320-00835-8)